# Skolithos

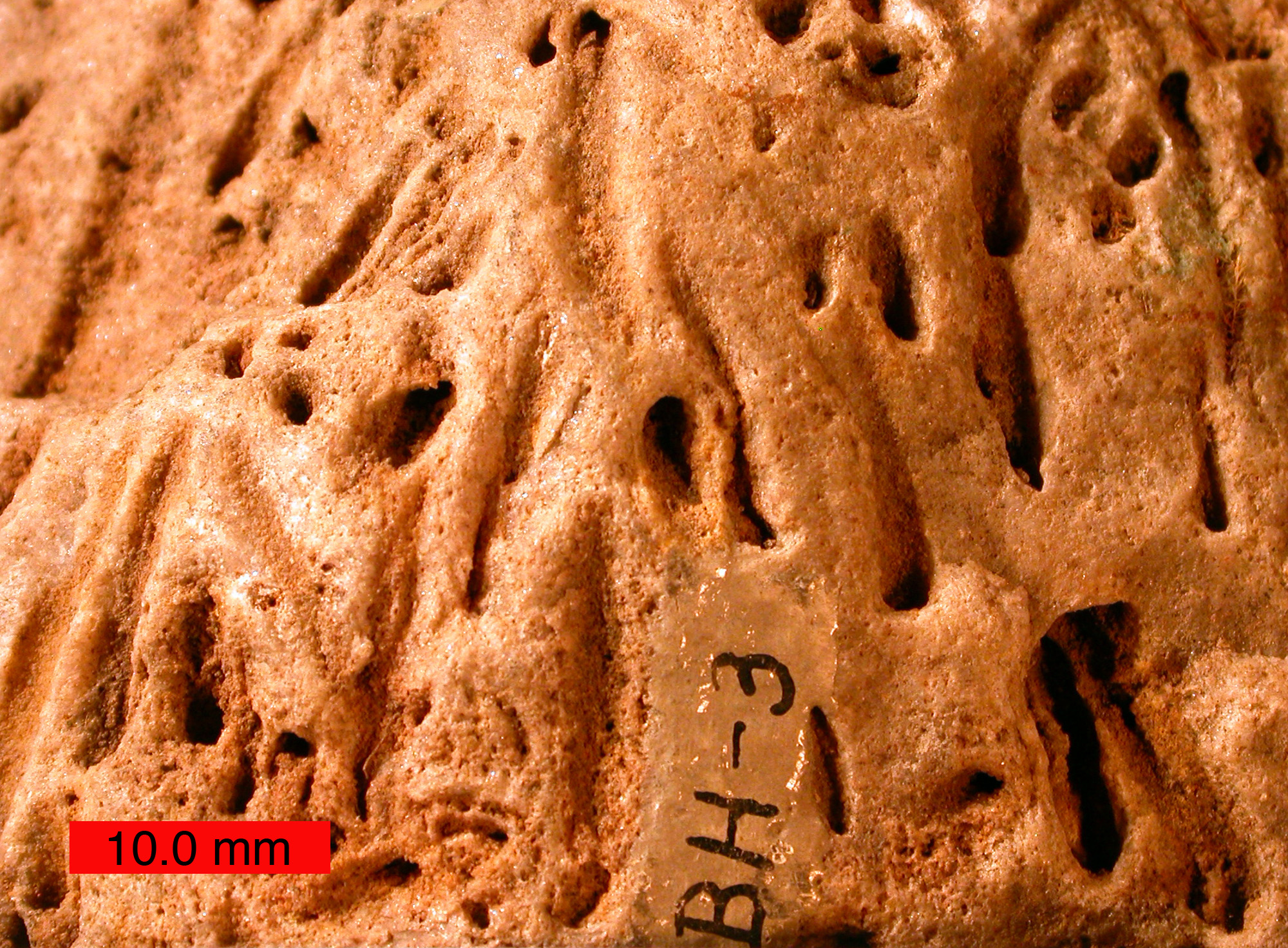
Skolithos-Röhren, deren Füllung aus dem Gestein herausgewittert ist. Eine eher untypische Form der Überlieferung.

Skolithos (auch Scolithus) ist der Gattungsname eines Spurenfossils. Er leitet sich von den altgriechischen Wörtern für „Pfahl“ (σκῶλος, skolos) und „Stein“ (λίθος, lithos) ab und geht auf Samuel Stehman Haldeman zurück.
Es handelt sich um senkrecht zur Schichtung verlaufende, zylindrische, stets unverzweigte Wohnröhren mit einem Durchmesser von meist 2 bis 4 mm, die vermutlich von suspensionsfressenden Würmern angelegt worden sind. Bemerkenswert ist, dass diese Röhren bisweilen massenhaft, dicht an dicht im Gestein auftreten. Die Spurengattungen Monocraterion, Tigillites und Cylindricum, die für morphologisch mehr oder weniger identische fossile Lebensspuren errichtet wurden, gelten gemeinhin als Synonyme von Skolithos.
Skolithos kommt weltweit in marinen und fluviatilen Sandsteinen verschiedensten Alters vor und ist charakteristisch für hochenergetische (d. h. durch kräftige Wellenbewegungen bzw. Strömungen beeinflusste) Ablagerungsbereiche.
Ein bekannter Fundort dieser Fossilien befindet sich im schottischen Hochland. Dort sind  kambrische Quarzite aufgeschlossen, in denen bis zu 35 cm lange Skolithos-Bauten sehr häufig und dicht gedrängt auftreten. Das entsprechende Gestein wird daher auch als Pipe Rock (englisch pipe „Röhre“, rock „Fels, Gestein“) bezeichnet. Nicht selten findet man in Norddeutschland kambrische Geschiebe aus Sandstein, die aus Skandinavien stammen, voller Skolithos-Röhren sind und Skolithensandstein oder Skolithos-Sandstein genannt werden.

Skolithensandstein-Geschiebe
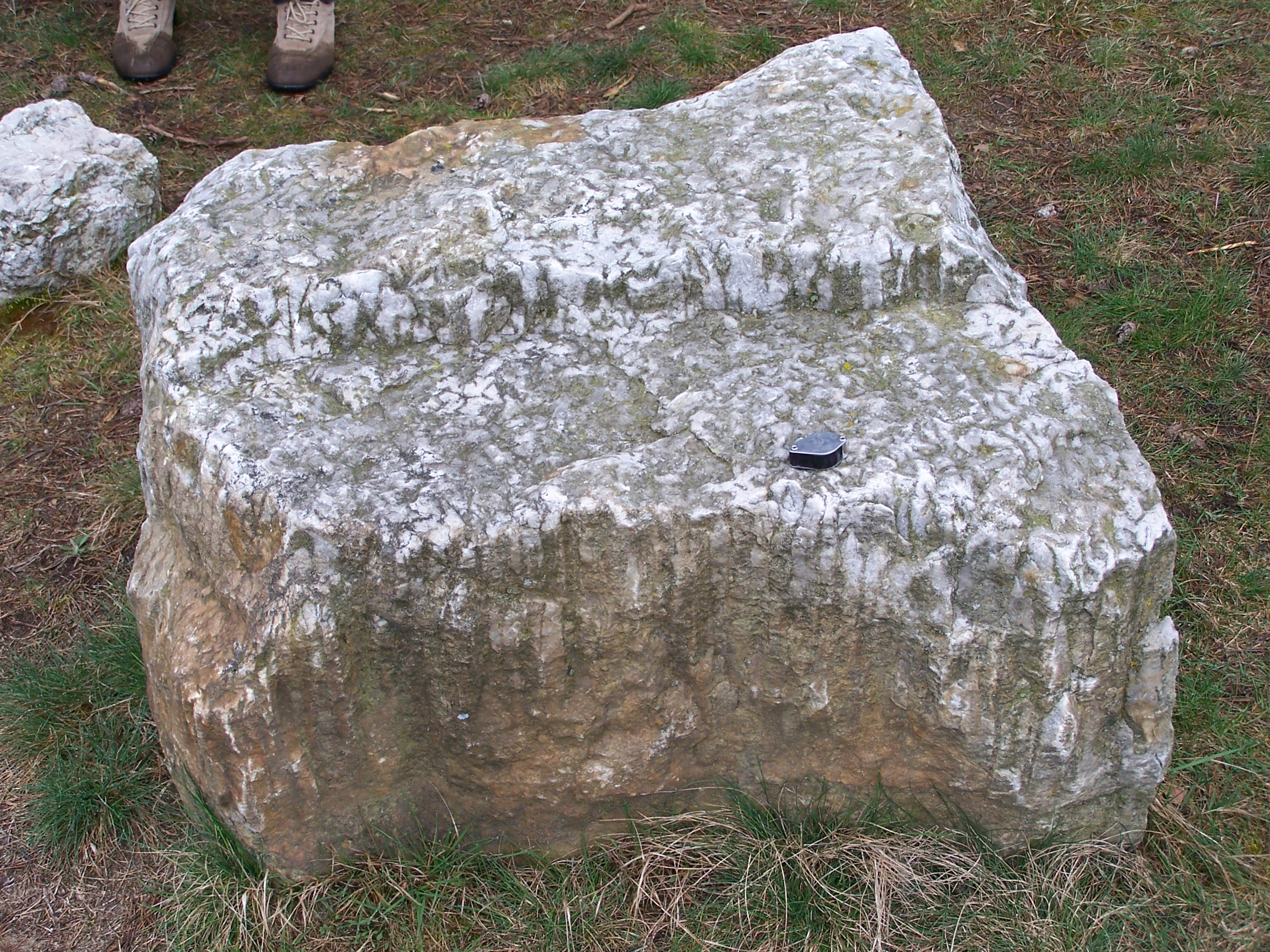
Großes Quarzitgeschiebe aus Mecklenburg-Vorpommern
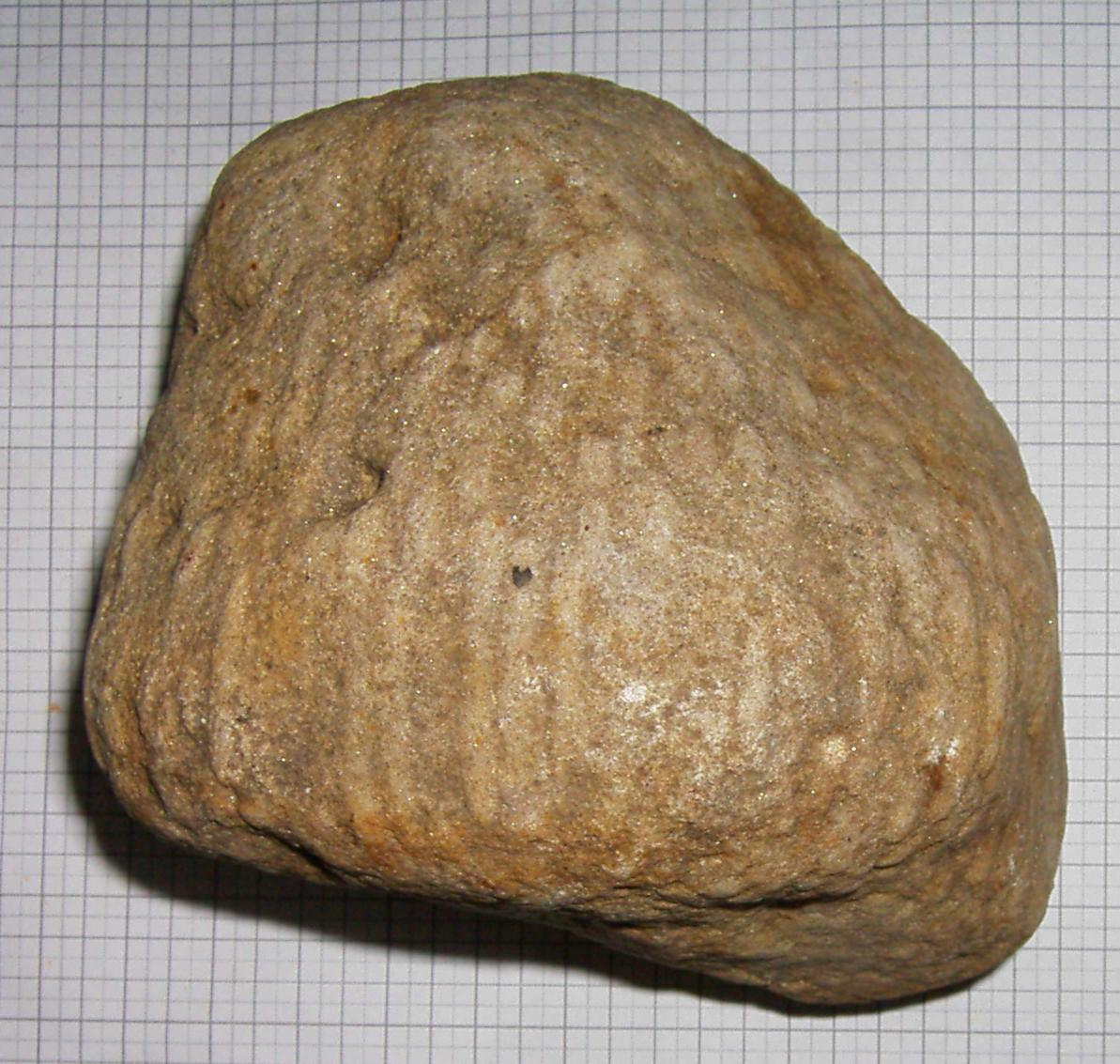
Handstück aus dem Münsterländer Kiessandzug
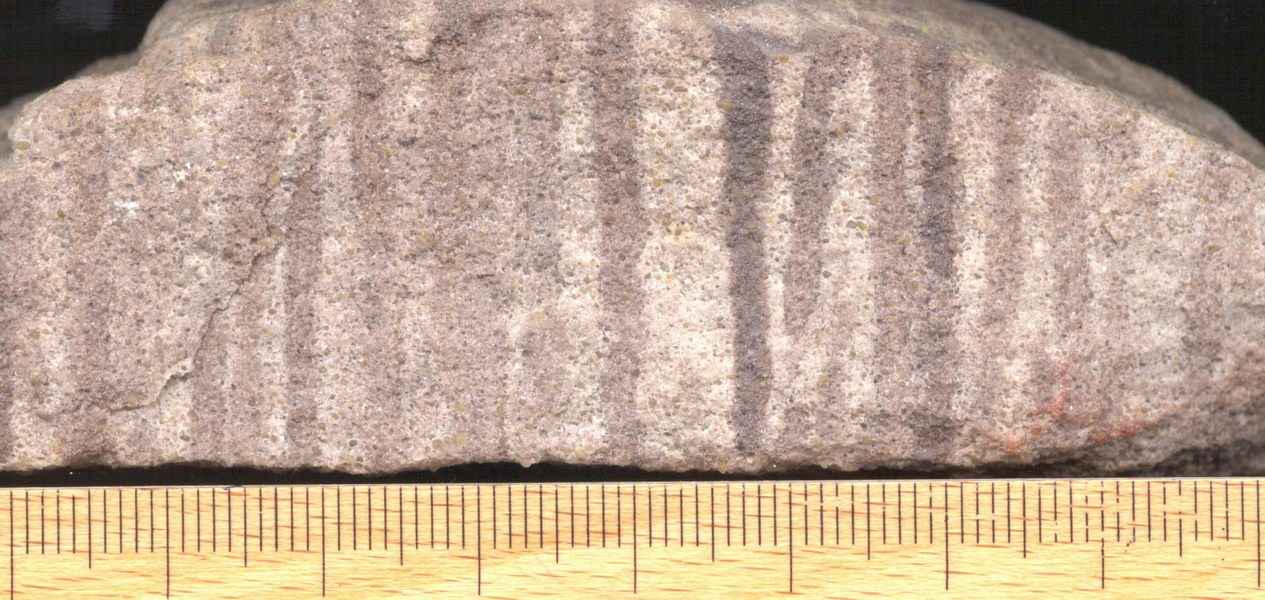
Handstück von der Insel Poel